# Brittany Reinbolt
Brittany Reinbolt (12 aprile 1984) è una bobbista ed ex giocatrice di football americano statunitense.

## Biografia
Ha praticato l'atletica leggera nelle discipline veloci a livello di college presso la Winona State University, nel Minnesota. Ha giocato a football americano dal 2007 al 2010, facendo inoltre parte della Nazionale statunitense femminile che ha vinto il Campionato mondiale del 2010.
Compete nel bob dal 2011 inizialmente come frenatrice per la squadra nazionale statunitense e debuttò in Coppa Europa a novembre del 2011, spingendo la slitta pilotata da Elana Meyers-Taylor; un mese più tardi esordì anche in Coppa del Mondo (nella stagione 2011/12), il 3 dicembre 2011 a Innsbruck, piazzandosi al sesto posto nella gara a squadre.

Nell'inverno del 2012 la Reinbolt passò al ruolo di pilota, impegnandosi per diverse stagioni nella Coppa Nordamericana, competizione nella quale vinse la classifica generale nel 2021/22. Disputò invece la sua prima gara in Coppa del Mondo da pilota l'8 gennaio 2016 a Lake Placid, dove fu sesta nel bob a due. Detiene quale miglior piazzamento in classifica generale nel bob a due il sesto posto, ottenuto nella stagione 2018/19. Nel circuito delle World Series di monobob femminile andò per la prima volta a podio il 2 febbraio 2021 a Lake Placid, terminando in terza posizione nell'undicesima tappa della stagione 2020/21, e concludendo l'annata al ventinovesimo posto in classifica generale.
Prese parte a due edizioni dei campionati mondiali, vincendo la medaglia di bronzo nella competizione a squadre a Whistler 2019, gareggiando in coppia con la frenatrice Jessica Davis nella frazione del bob a due femminile, e terminando al quinto posto nella gara biposto con Lauren Gibbs.

## Palmarès

### Bob

#### Mondiali
- 1 medaglia:
  - 1 bronzo (gara a squadre a Whistler 2019).

#### Coppa del Mondo
Miglior piazzamento in classifica generale nel bob a due: 6ª nel 2018/19.

#### World Series di monobob femminile
- Miglior piazzamento in classifica generale: 29ª nel 2020/21.
- 7 podi:
  - 4 secondi posti;
  - 3 terzi posti.

#### Coppa Europa
- 2 podi (nel bob a due):
  - 2 vittorie.

#### Coppa Nordamericana
- Vincitrice della classifica generale nel bob a due nel 2021/22;
- Miglior piazzamento in classifica generale nel bob a quattro[3]: 14ª nel 2014/15;
- 22 podi (tutti nel bob a due):
  - 3 vittorie;
  - 10 secondi posti;
  - 9 terzi posti.

### Football americano

#### Mondiali
- 1 medaglia:
  - 1 oro (Svezia 2010).